# Gotthard Dahlén
Gotthard Samuel Dahlén, född 20 augusti 1871, död 24 juli 1957, (dock står det 1959 på hans gravsten) var en svensk tandläkare.
Dahlén tog tandläkarexamen 1894, och innehade en tandläkarpraktik i Stockholm från 1897. Dahlén nedlade ett stort arbete för svenska tandläkarkårens organisation och sociala utveckling, och var från 1911 med vissa avbrott ordförande i Sveriges tandläkareförbund. 1918 var han sakkunnig för en utredning angående omorganisationen av tandläkarundervisningen i Sverige.